# 의정부 회룡사 오층석탑
의정부 회룡사 오층석탑(議政府 回龍寺 五層石塔)은 대한민국 경기도 의정부시 호원동, 회룡사에 있는 오층석탑이다. 2003년 4월 21일 대한민국의 경기도 유형문화재 제186호로 지정되었다.

## 개요
이 석탑은 단층 기단위에 오층탑신을 올린 높이 3.3m 규모의 일반형 석탑이다.
지대석과 기단의 상면에는 단엽 복판의 연화문을 조각했고, 면석의 각 면에는 장방형의 구획을 나눈 후 모두 안상을 새겼다.
1층부터 3층까지는 탑신석과 옥개석을 각각 별개의 석재로 4층 이상은 탑신과 옥개석을 동일석(同一石)으로 조성했다. 탑신석의 각 면은 직사각형의 액(額)으로 삼등분했으며, 옥개석의 하면에는 각형 3단의 옥개받침을 조출했다. 회룡사는 무학대사가 창건한 사찰로 조선 태조의 회가(回駕)를 기념해 중창이 이루어지고, 현재의 이름으로 바꾸었다는 기록으로 보아 이 석탑은 왕실의 발원(發願)으로 건립된 것으로 보인다. 전체적인 양식으로 보아 15세기에 건립된 석탑으로 추정되며, 조선시대 석탑 연구에 귀중한 자료로 평가된다.

## 지정 사유
기단부의 안상이나 연관문장식, 옥개석과 탑신부의 짜임새 등에서 도내 북부지역에 세워진 왕실발원의 석탑과 유사하여 조선전기 지역성과 발원세력을 이해할 수 있는 귀중한 자료이다.

## 사진

## 같이 보기
- 회룡사

## 참고 자료
- 의정부 회룡사 오층석탑 - 국가유산청 국가유산포털